# King Daddy
King Daddy originalmente titulado Imperio Nazza: King Daddy Edition es el séptimo disco de la saga Imperio Nazza, el primer álbum de estudio en colaboración del Boricua Daddy Yankee y el segundo álbum de estudio en colaboración de Musicólogo & Menes. La saga de mixtape's lanzados por Musicólogo & Menes y El Cartel Records fueron uno de los aciertos más grandes del dúo de productores boricuas, quienes crearon 10 versiones de esta saga entre las que incluyen 3 álbumes de estudio y 7 mixtape's. Tras la gran aceptación de Imperio Nazza: Farruko Edition de los productores junto a Farruko, Daddy Yankee también decidió darle importancia y promoción a su mixtape. El álbum fue producido por El Cartel Records y Los De La Nazza LLC. y distribuido por Capitol Latin, El álbum cuenta con 11 canciones y cuenta con la participación de Yandel, Farruko, J Álvarez, Arcángel y Divino. El álbum fue nominado a los Premios Grammy Latinos y Premios Lo Nuestro.
El disco debutó número 1 en iTunes el primer día de su lanzamiento.
Esta es la primera vez que un álbum solo digital debuta en el top 10 de la lista Top latín albums de Billboard.
El Álbum de 11 pistas vendió 2,000 copias la primera semana, según Nielsen SoundScan, un éxito en un mercado latino donde los álbumes digitales han tenido problemas. Las descargas digitales representaron el 38% (16,330 copias en la segunda semana) de las 43.000 ventas del lanzamiento de 2012 Prestige de Yankee.

## Antecedentes
El álbum fue grabado a comienzos del año 2013 luego de la presión del público tras el gran éxito de la saga producida por Musicólogo & Menes, fue trabajado completamente por Daddy Yankee, Benny Benni, Musicólogo & Menes y masterizado por Michael Fuller. El álbum se creó en 2 semanas junto al equipo, Daddy Yankee tuvo una pausa durante su gira y ahí logró trabajar en el disco. Este álbum fue el reemplazo del anunciado Prestige: Reloaded. 
Este disco, según las palabras del artista urbano “Es un disco que es pro-género, porque la gente está esperando puro reguetón, de la A a la Z como uno de sus pilares” y es el regreso a sus raíces del reguetón. “Es música 100% real, fuerte, cruda, y auténtica” expresó el cantante.

## Posicionamiento en listas
| 2013                            | Posición |
| ------------------------------- | -------- |
| U.S. Billboard Top Latin Albums | 7        |

## Promoción

### Discos anteriores
Daddy Yankee apareció en todos los mixtapes lanzados por Los de la Nazza, desde el primer Imperio Nazza con los temas Llégale junto a Gotay El Autentiko, Guaya junto a Arcángel, Taboo (Official Remix) junto a Don Omar y una canción que se suponía a ser parte del álbum Mundial Soldados junto a Barrington Levy y Ñengo Flow quién fue añadido para este proyecto. Para Imperio Nazza: Gold Edition Daddy Yankee lanzó La Dupleta junto a Arcángel, xplosión junto a J Álvarez y Farruko, y una canción que no se incluyó en Prestige titulada Comienza el Bellaqueo. Tras la gran insistencia por parte del público se comenzaron a crear discos en colaboración con grandes artistas, partiendo por Imperio Nazza: Gotay Edition donde Daddy Yankee colabora con Gotay El Autentiko en la canción Pa' Eso Estoy Yo, luego participa junto a J Álvarez en Nos Matamos Bailando para el mixtape Imperio Nazza: J Alvarez Edition, seguido del este mixtape Jowell & Randy lanzan Imperio Nazza: Doxis Edition y Daddy Yankee colabora en la canción Mucha Soltura, luego participa en el álbum de Farruko titulado Imperio Nazza: Farruko Edition en la canción Una Nena este es un Mambo urbano, este álbum marco la pauta para lo que fue King Daddy, ya que Farruko y su disquera no lo tomaron como mixtape sino como un álbum de estudio. Posteriormente se lanza el último disco de Musicólogo & Menes para El Cartel Records donde salen canciones que estaban guardadas, Dime Que Paso junto a Arcángel e Igual Que Ayer junto Wida Lopez estas 2 canciones eran parte de Prestige y no fueron seleccionadas al final, la canción Suena La Alarma junto a Farruko se tenía para The Most Powerful Rookie.

### Merchandising
Daddy Yankee durante el 2013 se mantuvo promocionando Prestige y varios productos tales como sus audífonos junto a Section 8, pero el que más resaltó fue su tequila El Cartel el cual fue un éxito de ventas y lo utilizó para promocionar este álbum, y acompañado del lanzamiento de King Daddy el artista lanza su videojuego titulado 'Trilogy el cual fue lanzado para Apple y Facebook. También para celebrar la nominación a los Premios Grammy Latinos lanza una línea de ropa y Snapback junto a sus socios de "Rich & Fly".

### Conciertos
Tras el éxito de Prestige y la alianza junto a la productora de eventos G-Industries, durante 2014 se hizo la segunda parte del Europa Tour en los siguientes países Italia, Francia, Alemania, Holanda, España, Austria, Suiza y Bélgica. Para América Latina fue a Perú, Chile, República Dominicana y Argentina. Además en el año 2015 fue el primer cantante de reguetón en tener un concierto en la ciudad de Tel Aviv en Israel.

### Sencillos
- La Nueva y La Ex: es el primer sencillo oficial del álbum,[13] la canción es una fusión entre reguetón y bachata con inspiración en canciones clásicas del género. Fue producida por Musicólogo & Menes y el vídeo fue grabado por Christian Suau y el vídeo emula el juego de la ruleta rusa entre la nueva y la ex. La canción mezcla instrumentos en vivo y sonidos digitales.
- La Rompe Carros: fue el segundo y último sencillo del álbum, el concepto de la canción es dedicada para los que les gusta modificar sus autos con equipos de sonidos. El vídeo fue grabado por Jose Javy Ferrer.

## Lista de canciones
La versión oficial cuenta con 11 temas de los cuales 5 son en colaboración. Todos fueron coproducidos por Daddy Yankee.

| N.º | Título                            | Escritor(es)                               | Productor(es)      | Duración |  |
| 1.  | «Nada A Cambiado» (ft. Divino)    | Ramon Ayala & Jesús Benítez                | Musicólogo & Menes | 3:10     |  |
| 2.  | «Mil Problemas»                   | Ramón Ayala                                | Musicólogo & Menes | 2:34     |  |
| 3.  | «Calentón» (ft. Yandel)           | Ramón Ayala & Llandel Veguilla             | Musicólogo & Menes | 3:03     |  |
| 4.  | «La Nueva & La Ex»                | Ramón Ayala & Jesús Benítez                | Musicólogo & Menes | 3:16     |  |
| 5.  | «Donde Es El Party» (ft. Farruko) | Ramón Ayala, Carlos Reyes & Jesús Benítez  | Musicólogo & Menes | 3:49     |  |
| 6.  | «La Rompe Carros»                 | Ramón Ayala & Jesús Benítez                | Musicólogo & Menes | 2:59     |  |
| 7.  | «Millonarios» (ft. Arcángel)      | Ramón Ayala & Austin Santos                | Musicólogo & Menes | 3:57     |  |
| 8.  | «Suena Boom»                      | Ramón Ayala & Jesús Benítez                | Musicólogo & Menes | 3:09     |  |
| 9.  | «Una Respuesta» (ft. J Álvarez)   | Ramón Ayala, Javid Álvarez & Jesús Benítez | Musicólogo & Menes | 3:24     |  |
| 10. | «Déjala Caer»                     | Ramón Ayala & Jesús Benítez                | Musicólogo & Menes | 3:11     |  |
| 11. | «I'M The Boss»                    | Ramón Ayala & Jesús Benítez                | Musicólogo & Menes | 3:37     |  |

## Premios y nominaciones
El álbum King Daddy fue nominado en distintas ceremonias de premiación. A continuación, una lista con las candidaturas que obtuvo el disco:
Grammy Latinos
| Edición | Categoría          | Por        | Resultado |
| ------- | ------------------ | ---------- | --------- |
| 2014    | Mejor Álbum Urbano | King Daddy | Nominado  |

Premios Lo Nuestro
| Edición | Categoría          | Por        | Resultado |
| ------- | ------------------ | ---------- | --------- |
| 2015    | Mejor Álbum Urbano | King Daddy | Nominado  |